# Absalons Kirke
Absalons Kirke lå i Absalons Sogn i Københavns Kommune, på Sønder Boulevard, Vesterbro. Sognet blev slået sammen med Enghave Sogn og bygningen blev solgt til privat køber. I dag er der åbnet et moderne folkehus i bygningen, ved navn Absalon.

## Historie
Den nuværende stenkirke blev indviet den 2. september 1934. Arkitekterne var Arthur Wittmaack og Vilhelm Hvalsøe.

### Sognets oprettelse
Den 23. november 1919 kunne man indvie den midlertidige trækirke. Den blev kaldt "cykelskuret", og havde plads til 240. Den var projekteret til 35.000 kr., men endte med at koste 73.000 kr. Det var ikke alene et økonomisk problem – det viste sig vanskeligt at få den indviet på den planlagte dag, fordi en kirke på det tidspunkt skulle være betalt før indvielsen.
Trækirken fungerede, til man i 1933 begyndte at bygge den nuværende stenkirke. Trækirken endte sine dage i Rødvig på Stevns, først som Sømandshjem, siden som kollektiv, og huset brændte i 1980erne.

### Trækirken
Absalons sogn blev oprettet ved Kgl. Resolution af 24. august 1917. Den 1. oktober samme år blev det udskilt fra Skt. Matthæus sogn, som var blevet meget stort. Det var på et tidspunkt helt oppe på 70.000 mennesker som følge af den store indvandring fra landet til storbyen København omkring århundredeskiftet.
De første par år var Gethsemane kirke sognekirke. I 1918 rettede man henvendelse til Kirkefondet, om det kunne give eller udlåne en midlertidig trækirke til Absalons sogn. Inventaret ville man så selv anskaffe. Det københavnske Kirkefond var i hele det efterfølgende forløb den bærende økonomiske kraft.

### Menighedshuset
Midt i 1920erne begyndte man på første etape af det murede byggeri. Den 14. marts 1926 indviedes "korsarmen", byggeriet på tværs af den plads, den senere stenkirke optager. Bygningen var og er dels sideskib til selve kirken, dels især menighedshus – nu også med kirkekontor.
Menighedshuset kostede 96.000 kr. En fjerdedel betaltes af menigheden selv, en anden fjerdedel af Kirkefondet. Den sidste halvdel blev betalt af menigheder i Svendborg amt.

### Stenkirken
Den anden etape, det egentlige kirkebyggeri, foregik i 1933-34. Bygherre var "Det københavnske Kirkefond", arkitekter A. Wittmack og V. Hvalsøe.
Det var nu ikke så let at komme så vidt. I 1928 søgte kirken i anledning af 800-års jubilæet for biskop Absalon, om Københavns Magistrat og Borgerrepræsentationen ville give de 40.000, som kirkegrunden i sin tid kostede – som tilskud til at komme i gang med det egentlige kirkebyggeri. Svaret var et nej.
Et par uger senere, stadig i 1928, åbnede Berlingske Tidende en indsamling til et dobbelt-tårn, anslået til at skulle koste 45.000 kr.
I 1930 havde Kirkeministeriet planer om at udslette Absalons sogn og dele det mellem Enghave, Maria og Gethsemane sogne. Menighedsrådet afslog. I 1931 forsøgte ministeret sig igen – nu med Absalon som hjælpekirke under Gethsemane. Menighedsrådet afslog igen.

### Grundstensnedlæggelse
Endelig mandag den 4. september 1933 kunne grundstenen nedlægges. Det var i kong Christian den 10.s regeringstid, og mens Harald Ostenfeld var biskop over Sjællands stift, som der står i grundstens-dokumentet. Først senere blev Sjællands stift delt i Roskilde og Københavns stifter, og senere igen også Helsingør stift.

### Grundstenen
På grundstenen står indhugget "Klippen er Kristus", fra 1. Korinterbrev, 10. kap., vers 4. Et dokument om grundstens-nedlæggelsen slutter med ordene "Absalonskirkens Menighed vil aldrig glemme dette Bibelord og dets Værdi, som også under Byggearbejdet og Indsamlingen af de nødvendige Midler paa forunderlig Maade har bekræftet sig. Maatte det til alle Tider være aabenbart for alle, at Absalonskirkens Menighed bygger på Klippen "Kristus" og bestræber sig for at leve, virke og vidne til Guds Ære".

### Kirkebygningen skal betales
Midlerne til opførelse af såvel trækirken, korsarmen (menighedshuset), som den egentlige kirke, kom fra indsamlinger. Der var indsamlinger i sognet, og der kom penge fra enkeltpersoner uden for sognet. Der var også indsamlinger i forskellige menigheder i København, og i nogle sogne i Jylland. En indsamling i Svendborg amt foranstaltet af Kirkefondet, bidrog med ca. 100.000 kr. Endelig kom der bidrag fra "Kirkesagens venner i København", og foruden et kontant tilskud bidrog Kirkefondet selv ved at skænke grunden til Absalons kirke. Ejer af kirken var Kirkefondet.
Indvielsen af kirken skete den 2. september 1934. Sjællands sidste biskop, Ostenfeldt, skulle have foretaget indvielsen, men var syg, så provst Schousboe forestod den i stedet for.
Byggeriet var planlagt til i alt 178.000 kr., men endte med at koste 300.000, hvoraf som nævnt de 100.000 kom fra Svendborg.
På 25-års fødselsdagen i 1944 for trækirkens indvielse blev den sidste del af byggelånet til stenkirken tilbagebetalt. Pengene kom igen fra indsamlinger, bl.a. fra den daværende pastor Poulsens indsamlings-rejser til jyske sogne, og til de sogne, hvor han tidligere havde været præst.
Senere har der ikke være større ydre ombygninger.

### Kirken lukker med lukkegudstjeneste 1. juni 2014
Kirken er en af de 16, som Københavns Stiftsråd har anbefalet lukket.

### Salg
Absalons Kirke blev solgt for 9,7 millioner kroner. Køberen er stifteren af butikskæden Tiger, Lennart Lajboschitz. Bygningen er blevet indrettet til forsamlingshus og hedder nu Folkehuset Absalon .

## Galleri
- Indgang.
- Relief over indgang.

### Literatur
- Storbyens virkeliggjorte længsler ved Anne-Mette Gravgaard. Kirkerne i København og på Frederiksberg 1860-1940. Foreningen til Gamle Bygningers Bevaring 2001. ISBN 87-87546-18-3

## Eksterne kilder og henvisninger
1. ↑  Disse 16 kirker skal lukkes i København, Kristeligt Dagblad
2. ↑  Dagens tilbud: Køb en kirke for 2,9 mio, TV 2 Nyhederne
3. ↑  "fra kirkens hjemmeside". Arkiveret fra originalen 12. marts 2014. Hentet 12. marts 2014.
4. ↑  Absalon Cph

- Absalons Kirke på danmarkskirker.natmus.dk (Danmarks Kirker, Nationalmuseet)
- Absalons Kirke Arkiveret 31. januar 2011 hos  Wayback Machine hos nordenskirker.dk
- Absalons Kirke hos KortTilKirken.dk
- Kirkens hjemmeside

- Wikimedia Commons har flere filer relateret til Absalons Kirke